# 1997年のバスケットボール
1997年のバスケットボール（1997ねんのバスケットボール）では、1997年（平成9年）のバスケットボール関連の出来事をまとめる。

## できごと
- 2月27日 - 萩原美樹子、WNBAドラフトでサクラメント・モナークスに2巡目全体14位指名を受け入団、日本人初のWNBA選手となる。
- 4月 - 外山英明・長谷川誠が日本人初のプロ契約選手となる。
- 5月 - WNBA最初のシーズンが開幕。
- 9月19日 - 男子アジア選手権、日本は準優勝で31年ぶりとなる世界選手権出場権を獲得。
- 11月 - 2006年世界選手権の日本開催が決まる。2002年は米国開催に。

## 国際大会
- 男子アジア選手権
  - 金メダル: 韓国
  - 銀メダル: 日本
  - 銅メダル: 中国
- 女子アジア選手権
  - 金メダル: 韓国
  - 銀メダル: 日本
  - 銅メダル: 中国

## 国内大会

### 日本国内
- 全日本総合バスケットボール選手権大会
男子
  - 優勝:松下電器スーパーカンガルーズ
  - 準優勝:三菱電機ドルフィンズ

女子
  - 優勝:ジャパンエナジーサンフラワーズ
  - 準優勝:シャンソン化粧品Vマジック
- バスケットボール日本リーグ
男子
  - 優勝:いすゞ自動車ギガキャッツ
  - 準優勝:トヨタ自動車ペイサーズ

女子
  - 優勝:シャンソン化粧品Vマジック
  - 準優勝:ジャパンエナジーサンフラワーズ
- 第28回全国高等学校バスケットボール選抜優勝大会
男子
  - 優勝:能代工業（秋田）
  - 準優勝:山形南（山形）

女子
  - 優勝:名古屋短大付（愛知）
  - 準優勝:明星学園（東京）

### NBA
- NBAファイナル
  - シカゴ・ブルズ（東） （4勝2敗） ユタ・ジャズ（西）